# Balleray
Balleray korábbi község (település) Franciaországban, Nièvre megyében. 2017. január 1-jén Ourouër községgel egyesült és Vaux d’Amognes új község része lett.
Lakosainak száma 201 fő (2018. január 1.). Balleray Poiseux, Saint-Martin-d’Heuille, Guérigny, Nolay, Ourouër és Urzy községekkel határos.

## Népesség
A település népességének változása:
| Lakosok száma | 217  | 218  | 201  | 201  |
|               | 2013 | 2015 | 2017 | 2018 |